# 273 (tal)
273 är det naturliga talet som följer 272 och som följs av 274.

## Inom vetenskapen
- 273 Atropos, en asteroid.

## Inom matematiken
- 273 är ett udda tal.
- 273 är ett Ulamtal.
- 273 är ett palindromtal i det binära talsystemet.
- 273 är ett palindromtal i det kvarternära talsystemet.